# Steve Gansey
Steve Gansey (Olmsted Falls, 17 ottobre 1985) è un ex cestista e allenatore di pallacanestro statunitense.

## Biografia
È il fratello di Mike Gansey, a sua volta cestista.